# 馬卡拉維塔
馬卡拉維塔是哥倫比亞的城鎮，位於該國東北部，由桑坦德省負責管轄，距離首府布卡拉曼加220公里，始建於1725年，面積58平方公里，海拔高度2,299米，2005年人口2,640。
6°30′N 72°36′W / 6.500°N 72.600°W